# Analogija
Analogija je logička metoda. To je takav oblik posrednog zaključka kod kojeg se polazi od posebnog ili pojedinačnog i zaključuje na posebnom ili pojedinačnom po sličnosti. Ako su dva predmeta slična po nekim osobinama možemo zaključiti da su slična i u drugim osobinama. Ovdje nema sigurnosti za istinit zaključni sud ali je veća vjerojatnost ako se uspoređuju bitne osobine ili svojstva. Primjer analogijskog zaključka gdje nismo sigurni u zaključni sud:
Zemlja i Mars su u Sunčevom sustavu. Oboje su planeti. Na Zemlji ima života i na Marsu ima života.

## Relevantni članci
- Metodologija